# Сига (приток Мойменьги)

Сига (Сира) — река в России, протекает в Сямженском районе Вологодской области. Устье реки находится в 4 км по левому берегу реки Мойменьга. Длина реки составляет 15 км.
Сига берёт исток в болотах в 7 км к северо-западу от Сямжи. Течёт по ненаселённому, заболоченному лесу сначала на северо-восток, затем на север. Впадает в мойменьгу 4 километрами выше впадения самой Мойменьги в Кубену.

## Данные водного реестра
По данным государственного водного реестра России относится к Двинско-Печорскому бассейновому округу, водохозяйственный участок реки — озеро Кубенское и реки Сухона от истока до Кубенского гидроузла, речной подбассейн реки — Сухона. Речной бассейн реки — Северная Двина.
По данным геоинформационной системы водохозяйственного районирования территории РФ, подготовленной Федеральным агентством водных ресурсов:
- Код водного объекта в государственном водном реестре — 03020100112103000005610
- Код по гидрологической изученности (ГИ) — 103000561
- Код бассейна — 03.02.01.001
- Номер тома по ГИ — 03
- Выпуск по ГИ — 0